# Hoa hậu Thế giới 1960

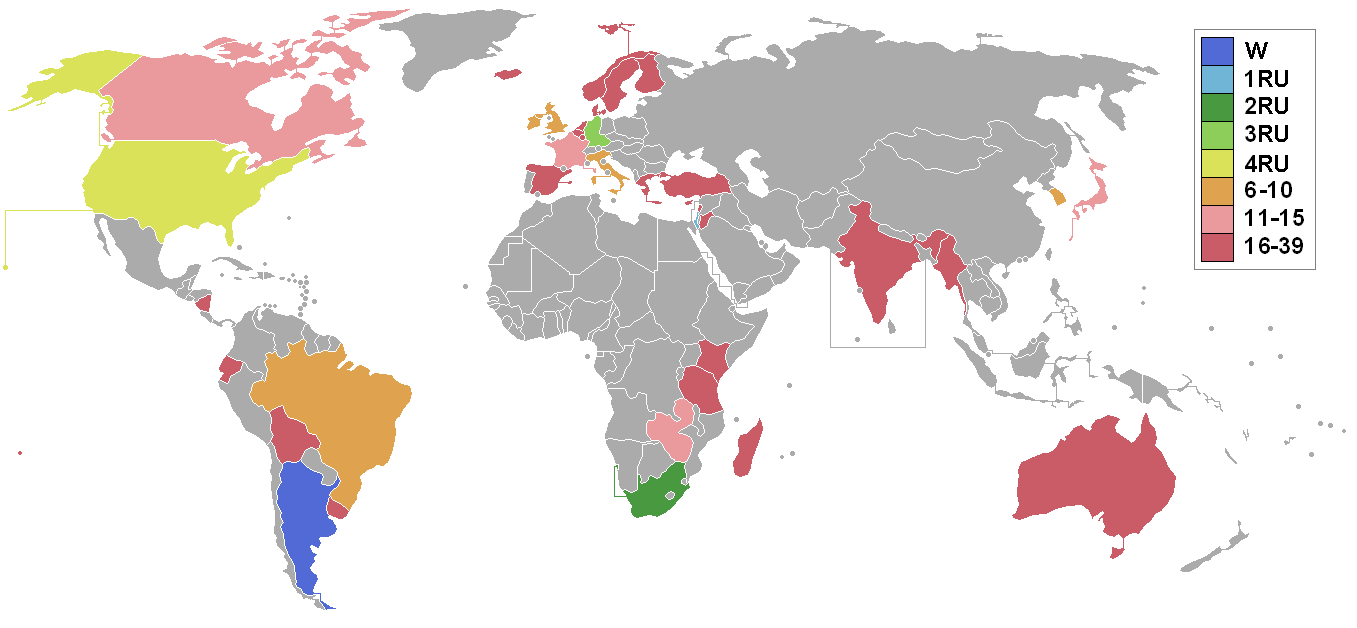
Các quốc gia và vùng lãnh thổ tham dự cuộc thi và kết quả

Hoa hậu Thế giới 1960, là cuộc thi Hoa hậu Thế giới lần thứ 10 diễn ra vào ngày 8 tháng 11 năm 1960 tạo nhà hát Lyceum, Luân Đôn, Vương quốc Anh. 39 thí sinh đã tham dự cuộc thi. Người chiến thắng là Norma Gladys Cappagli, đại diện cho Argentina.

## Thứ hạng
| Kết quả               | Thí sinh |
| --------------------- | --- |
| Hoa hậu Thế giới 1960 | - Argentina – Norma Gladys Cappagli |
| Á hậu 1               | - Israel – Gila Golan |
| Á hậu 2               | - Nam Phi – Denise Muir |
| Á hậu 3               | - Tây Đức – Ingrun Helgard Möckel |
| Á hậu 4               | - Hoa Kỳ – Judith Ann Achter |
| Top 10                | - Brazil – Maria Edilene Torreão - Ireland – Irene Ruth Kane - Ý – Layla Rigazzi - Hàn Quốc – Lee Young-hee - Vương quốc Anh – Hilda Fairclough |
| Top 15                | - Canada – Danica d'Hondt - Đan Mạch - Lise Bodin - Nhật Bản – Eiko Sakimurai - Nam Rhodesia – Jenny Lee Scott - 🇫🇷 Pháp — Chưa rõ đại diện tên |

## Ban giám khảo
- Rajah Gunsekard (Gunasekera) — nhà ngoại giao Sri Lanka
- Oliver Hilary Sambourne Messel — nghệ sĩ, nhà thiết kế sân khấu người Anh

- F. Asafu-Adjaye — vợ của Đại sứ Ghana tại Vương quốc Anh
- Stafford W. Somerfield —  biên tập viên tờ báo người Anh .
- Fredericka Ann "Bobo" Sigrist — vợ của nhà sản xuất phim người Anh Kevin McClory
- Sir Stirling Craufurd Moss —  tay đua người Anh
- Boris Winogradsky — doanh nhân người Anh gốc Nga

## Thí sinh
- Argentina - Norma Gladys Cappagli
- Úc - Margaret Pasquil Nott
- Bỉ - Huberte Box
- Bolivia - Dalia Monasteros Thornee
- Brasil - Maria Edilene Torreão
- Miến Điện - Ma Sen Aye
- Canada - Danica d'Hondt
- Síp - Mary Mavropoulos
- Đan Mạch - Lise Bodin
- Ecuador - Maria Rosa Rodriguez Vascones
- Phần Lan - Margaretha Schauman
- Pháp - Diane Medina
- Tây Đức - Ingrun Helgard Möckel
- Hy Lạp - Kalliopi Geralexi
- Hà Lan - Carina Verbeck
- Iceland - Kristin Thorvaldsdóttir
- Ấn Độ - Iona Pinto
- Ireland - Irene Ruth Kane
- Israel - Gila Golan
- Ý - Layla Rigazzi
- Nhật Bản - Eiko Sakimurai
- Jordan - Eriny Emile Sebella
- Kenya - Jasmine Batty
- Hàn Quốc - Lee Young-hee
- Liban - Giselle Nicolas Nasr
- Luxembourg - Liliane Mueller
- Madagascar - Rajaobelina Bedovoahangy
- Nicaragua - Carmen Isabel Recalde
- Na Uy - Grethe Solhoy
- Nam Phi - Denise Muir
- Nam Rhodesia - Jenny Lee Scott
- Tây Ban Nha - Concepción Molinera Palacios
- Thụy Điển - Barbro Gunilla Olsson
- Tahiti - Teura Bouwens
- Tanganyika - Carmen Lesley Woodcock
- Thổ Nhĩ Kỳ - Nebahat Cehre
- Vương quốc Anh - Hilda Fairclough
- Hoa Kỳ - Judith Ann Achter
- Uruguay - Beatriz Benitez